# Knut Bergqvist (fotbollsspelare)
Knut Valdemar Bergqvist, född 4 augusti 1905 i Borås, död 22 augusti 1984 i Borås, var en svensk fotbollsspelare.
Bergqvist representerade på klubbnivå IF Elfsborg, och spelade 1928 tre A-landskamper (inga mål) för Sverige.